# Bismarckturm (Schnarsleben)
Der Bismarckturm Schnarsleben ist ein zu Ehren des ehemaligen deutschen Reichskanzlers Fürst Otto von Bismarck errichteter Bismarckturm im heute zur Gemeinde Hohe Börde gehörenden Schnarsleben.
Die Anregung zum Bau des Turms stammte vom Verband reichstreuer Arbeiter für Magdeburg und Umgebung. Ursprünglich war der Bau eines solchen Turms in der Colbitz-Letzlinger Heide beabsichtigt. Nachdem diese Idee jedoch nicht umsetzbar war, engagierte sich der Verein für den Bau auf dem Großen Wartberg in Schnarsleben.

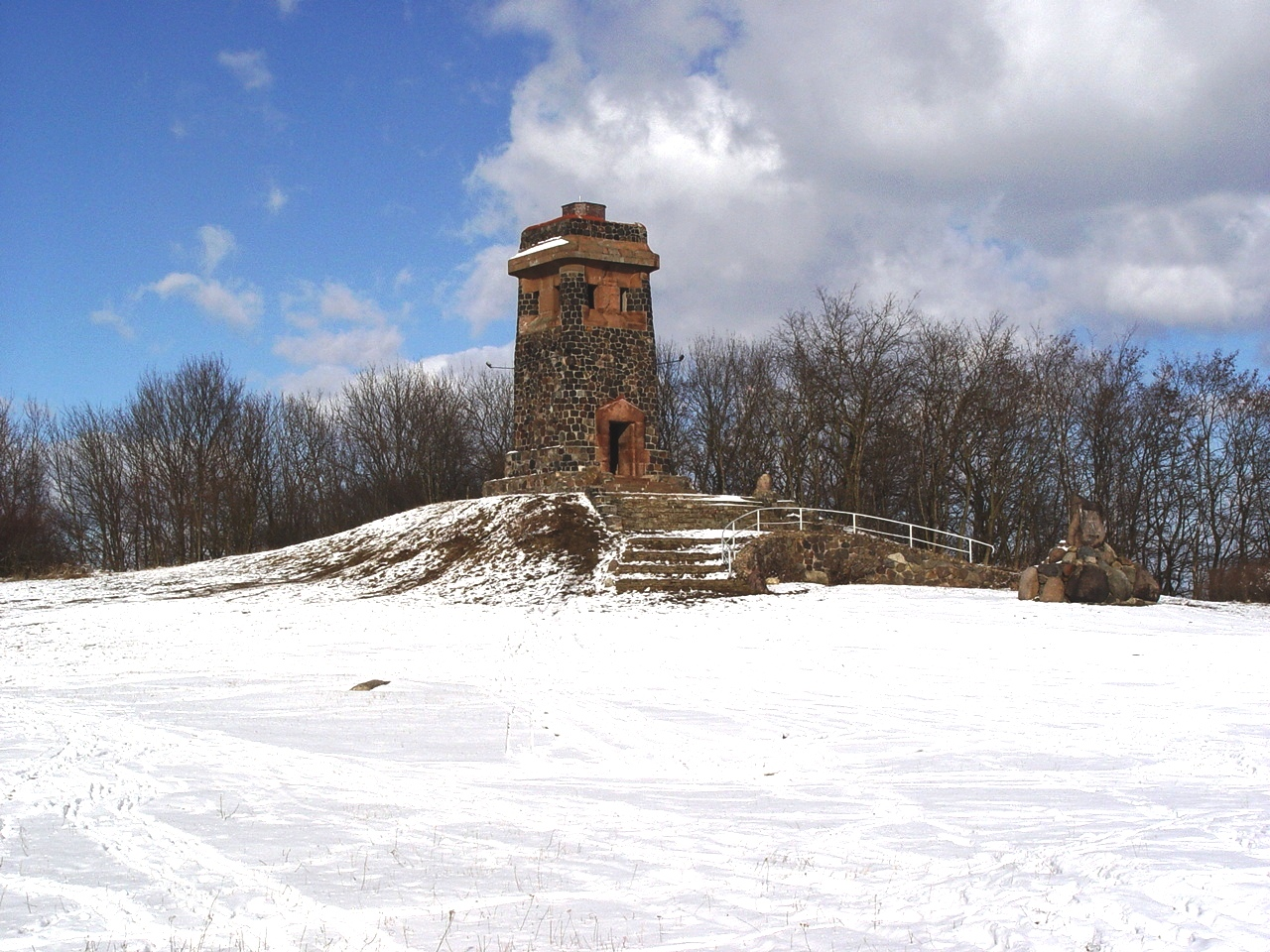
Bismarckturm im Winter

Die Gestaltung des 12 m hohen Turms geht auf den Entwurf des Regierungsbaumeister Schumann aus Friedeberg zurück. Die Bauausführung oblag Baumeister Friedrich Müller aus Schnarsleben. Die Bauarbeiten begannen mit der Grundsteinlegung am 5. Mai 1910. Auf einem quadratischen Grundriss von 6 mal 6 Metern entstand ein Aussichtsturm aus Granitfindlingen mit Portal- und Fensterumrahmungen aus Sandstein. Der Turm war früher mit einer Feuerschale versehen, in der zu entsprechenden Anlässen ein Feuer entzündet werden konnte. Über dem Dachgiebel auf der Eingangsseite wurde ein Bismarck-Wappen angebracht. An der nördlichen Seite des Turms ist unter dem Gesims zwischen zwei Fenstern die Jahreszahl 1910 zu lesen. An der Südseite befand sich ein von Bildhauer Neumann aus Erxleben angefertigtes Reichsadlerrelief. 29 Stein- und 18 Metallstufen führen zur Aussichtsplattform.
Vor dem Turm wurde ein Gedenkstein aufgestellt. An diesem befand sich ein Relief Bismarcks. Das Relief war von der Kunst- und Glockengießerei Lauchhammer angefertigt.
Die Einweihung des Turms fand am 11. September 1910 statt. Die Baukosten betrugen 15.000 Mark.
In der Zeit der DDR wurden die Hinweise auf Bismarck vom Turm entfernt. Der Turm selbst blieb jedoch erhalten. In den Jahren 1993 und 1994 sanierte der Verein Naturfreunde Wartberg den Turm, so dass er ständig betretbar ist.